# Фернандеш, Эво
Э́во Камо́энш Ферна́ндеш (порт. Evo Camões Fernandes; 1944, Бейра — 1988, Лиссабон) — мозамбикский политик, генеральный секретарь антикоммунистического движения РЕНАМО в 1983—1988. Активный участник гражданской войны против марксистского правительства ФРЕЛИМО. Представлял РЕНАМО в Португалии и Западной Европе. Считался «теневым главой» РЕНАМО. Убит в результате операции мозамбикской спецслужбы SNASP.

## Происхождение, работа, взгляды
Родился в семье мозамбикских португальцев гоанского происхождения. Имел гражданство Португалии. Окончил юридический факультет Лиссабонского университета. По некоторым данным, был связан с ПИДЕ, информировал салазаровскую тайную полицию о настроениях в студенческой среде. Вернувшись в Мозамбик, служил в полиции Бейры. Работал журналистом в газете Notícias da Beira.
Эво Фернандеш придерживался правых антикоммунистических взглядов в духе Жорже Жардина, с которым тесно сотрудничал. Негативно воспринял приход к власти в независимом Мозамбике марксистской партии ФРЕЛИМО.

## В руководстве РЕНАМО
В 1975 Эво Фернандеш перебрался в Португалию. В 1980 примкнул к Мозамбикскому национальному сопротивлению (РЕНАМО). Был пресс-секретарём РЕНАМО. Участвовал в деятельности созданного Антуаном Пине антикоммунистического мозгового центра Le Cercle.
В своих публикациях и интервью Эво Фернандеш характеризовал мозамбикский режим Саморы Машела как тоталитарно-коммунистический, просоветский и лишь фиктивно независимый. Убеждал общественность и правительство Португалии поддерживать мозамбикское антикоммунистическое сопротивление, влиять на мозамбикские власти в направлении сотрудничества с ЮАР.
В 1983 Эво Фернандеш сменил убитого Орланду Криштину на посту генерального секретаря РЕНАМО. Выступал в качестве публичного лица организации, оказывал интенсивное воздействие на португальское общественное мнение и правительство, добиваясь помощи в гражданской войне против режима ФРЕЛИМО. Нейтрализация и устранение Фернандеша рассматривалась как важная задача мозамбикской службы госбезопасности SNASP.
Эво Фернандеш участвовал в налаживании политического диалога между Мозамбиком и ЮАР в 1984 год. Переговоры Питера Боты с Саморой Машелом привели тогда к заключению Соглашения Нкомати о ненападении и добрососедстве — что обозначило важные перемены в мозамбикской политике. Однако уже год спустя Фернандеш высказывался в том смысле, что соглашения не дали результата, и единственным способом изменить положение является вооружённая борьба РЕНАМО против ФРЕЛИМО.
Португальский журналист и антикоммунистический активист Вальдемар Парадела ди Абреу (один из лидеров Жаркого лета 1975), характеризовал Эво Фернандеша как борца за свободу, против империализма и колониализма. Политическая роль Эво Фернандеша в РЕНАМО была столь значительной, что он иногда характеризовался как «теневой глава» организации.

## Убийство
В 1988 году Эво Фернандеш был убит в Лиссабоне. По обвинению в этом убийстве были осуждены Алешандре Шагаш (18 лет тюрьмы) и Жоаким Мессиаш (8,5 лет).
По основной версии, убийство было организовано SNASP. Цель заключалась в том, чтобы сменить руководство РЕНАМО на более лояльное к режиму ФРЕЛИМО. Фернандеш занимал жёсткую позицию, выдвигал требования, неприемлемые для мозамбикского правительства. Существует также предположение, что Фернандеша безуспешно пытались склонить к примирению с новым президентом Мозамбика Жоакимом Чиссано и устранили, дабы сохранить это в тайне. После убийства был объявлен персоной нон-грата сотрудник мозамбикского посольства в Португалии Рафаэл Куштодиу Маркеш, считавшийся агентом SNASP (впоследствии мозамбикский консул в Макао).
Ивети Фернандеш, вдова Эво Фернандеша, утверждает, что заслуги её мужа не в полной мере оценены руководством РЕНАМО и критикует в этой связи лидера партии Афонсу Длакаму.